# Vockenhausen
Vockenhausen ist ein Stadtteil von Eppstein im südhessischen Main-Taunus-Kreis. Das Rathaus in Vockenhausen ist Sitz des Bürgermeisters der Stadt Eppstein und eines Teils der Kommunalverwaltung, der andere Teil ist im Rathaus II in Eppstein untergebracht.

## Geographie
Vockenhausen liegt 1,5 km nordwestlich von Eppstein, im Eppsteiner Horst des Vortaunus. Der Ort befindet sich in einer Tallage am linken Ufer des unteren Dattenbachs an der B 455 und der L 3011.
Aktuelle und historische Siedlungsplätze
- Embsmühle[2]
- Wüstung Frankenbrücken[3]
- Haus Waldburg[4]
- Hof Häusel[5]

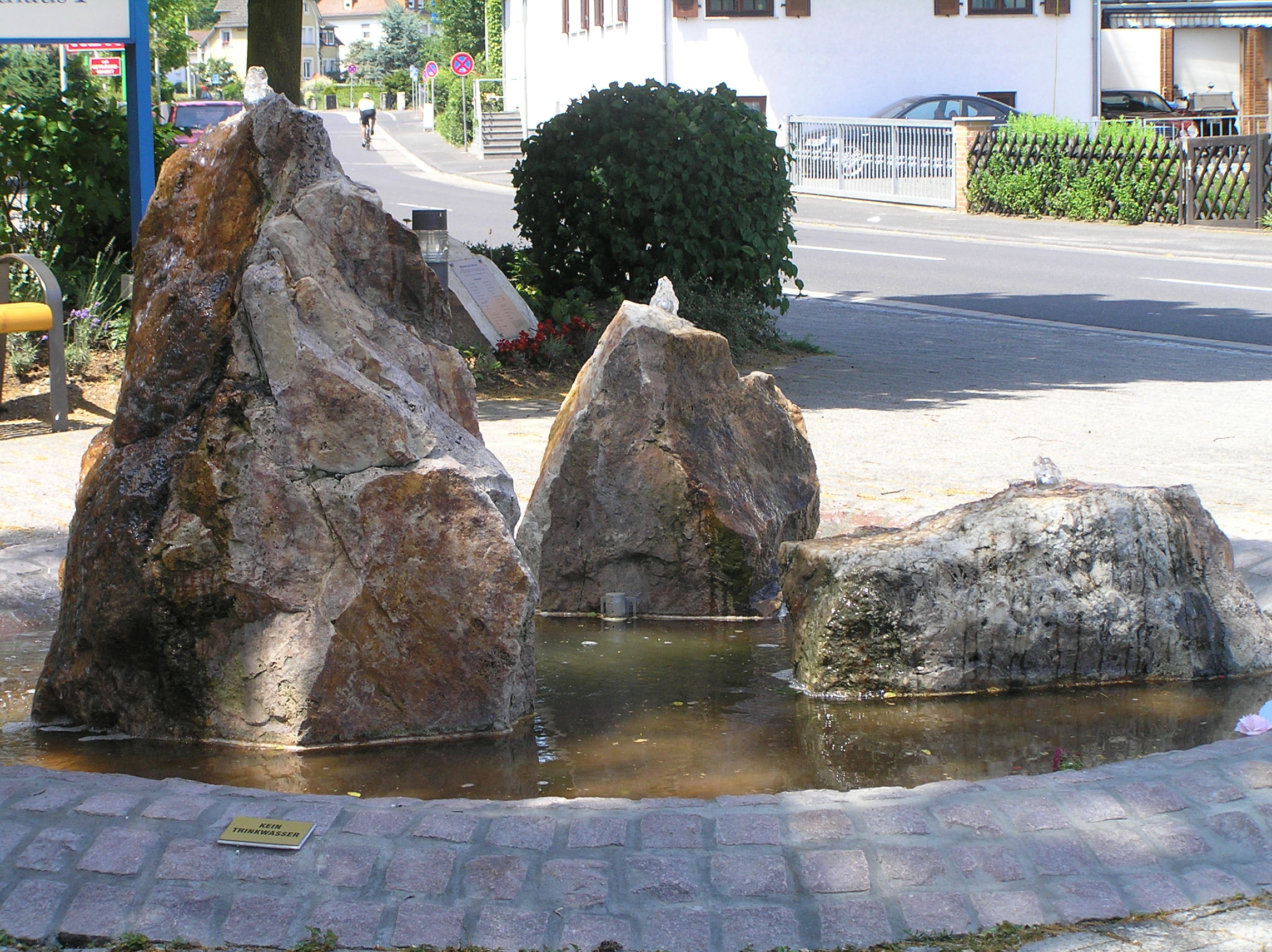
Brunnen vor dem Rathaus
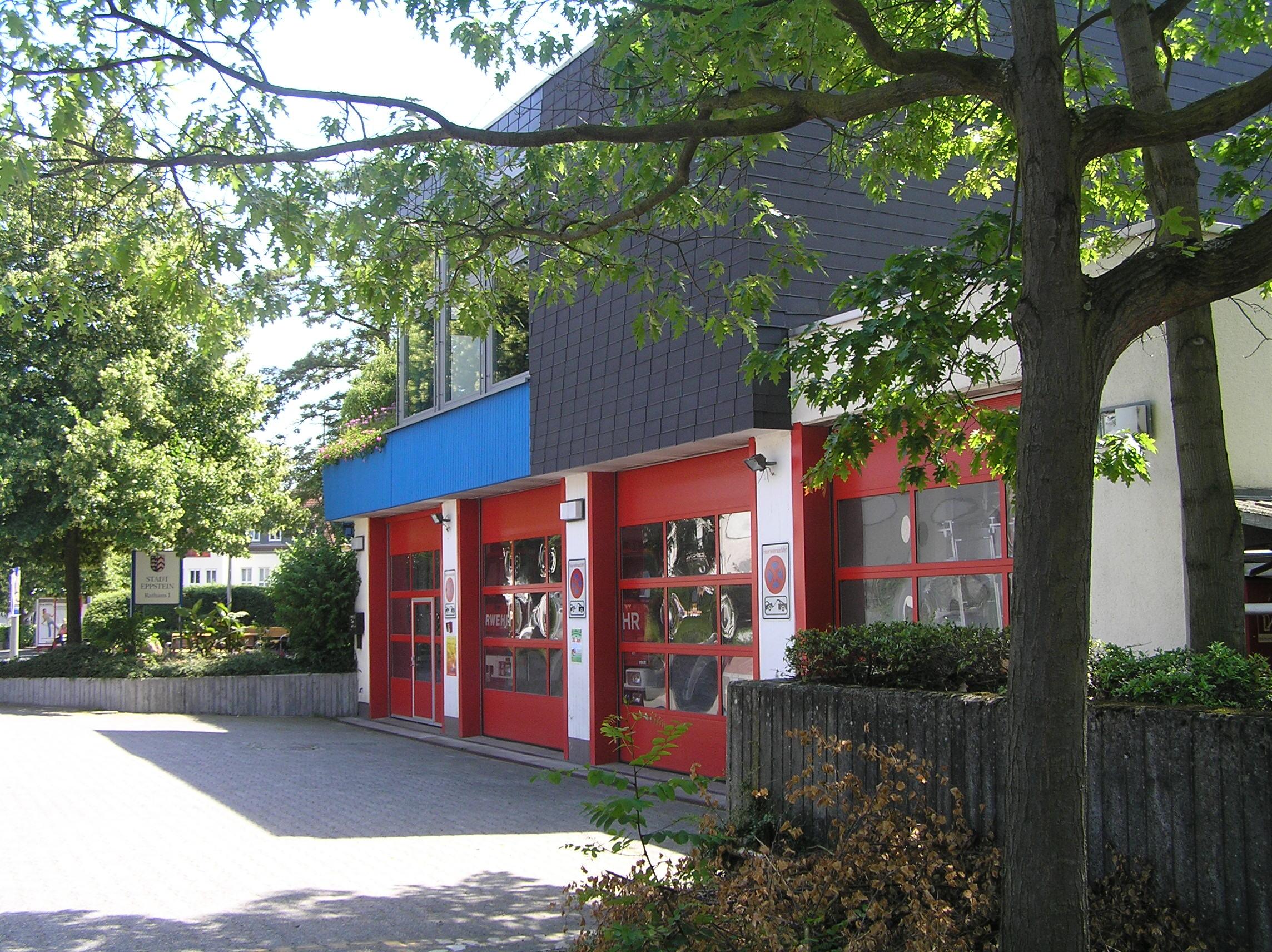
Ehemaliges Feuerwehrhaus im Rathaus

## Geschichte

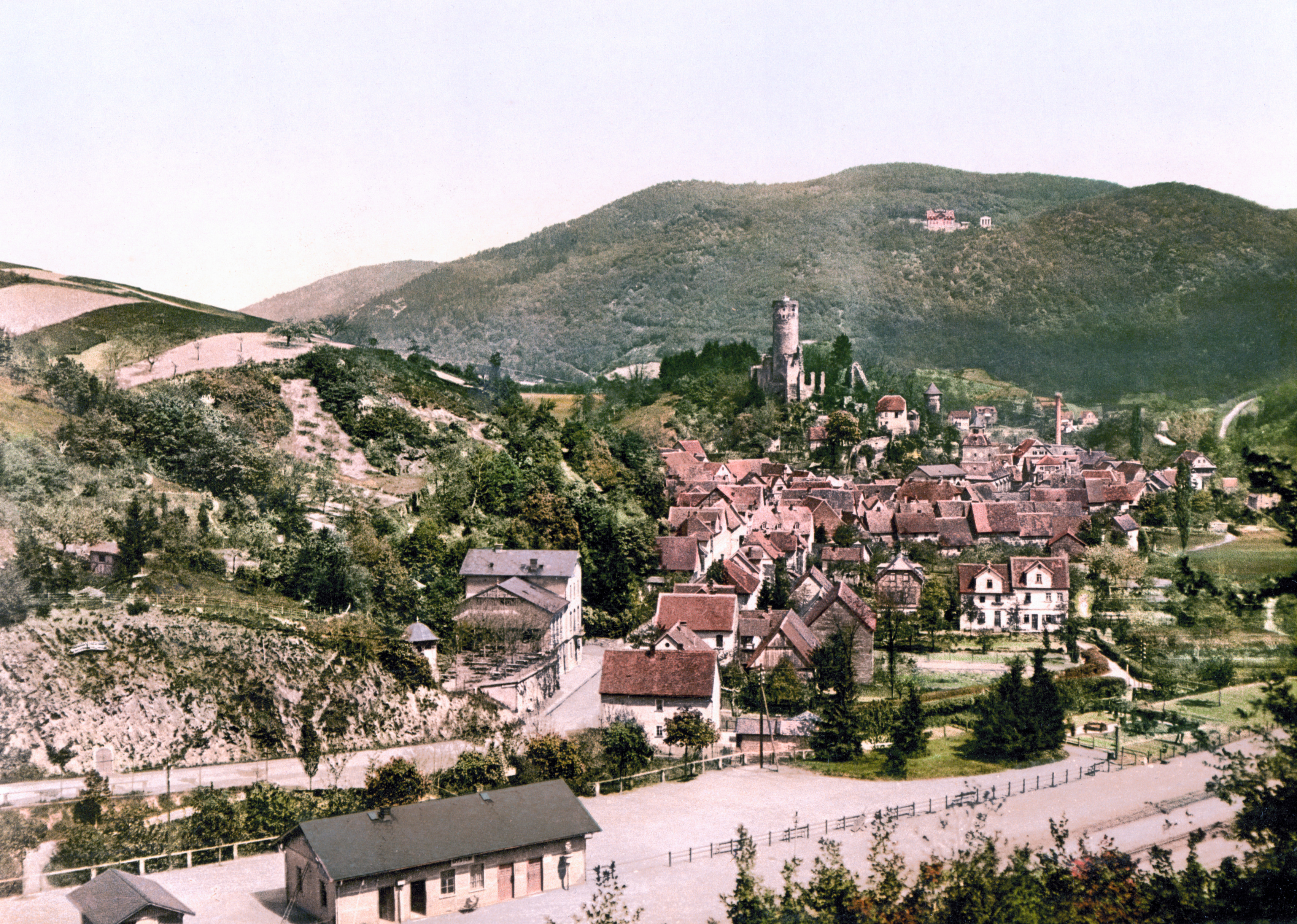
Eppstein um 1900

### Ortsgeschichte
Vockenhausen, östlich des Dattenbachs gelegen, wurde im 11./12. Jahrhundert durch die Herren von Eppstein gegründet und kam als Filial an die Pfarrei Fischbach. Die älteste erhalten gebliebene urkundliche Erwähnung als Vockinhusin datiert aus den Jahren 1226–1233 und findet sich in einem Zehntregister der Pfarrei Schlossborn. Zu dieser Pfarrei gehörte der unbesiedelte Gemarkungsteil westlich des Baches. Nach dem Aussterben der Herren von Eppstein kam der Ort 1581 an Kurmainz und gehörte zur Zeit des Herzogtums Nassau zum Amt Idstein.
Ursprung der Siedlung waren einige Mühlen am Dattenbach. Landwirtschaft war hier wenig ertragreich. 1470 gab es eine Mühle, eine Pfannenschmiede und eine Schleifmühle. Im Jahre 1539 gab es neben vier Wohnhäusern zwei Schleifmühlen und eine Ölmühle. In Vockenhausen war wegen der nahen Eisenerzvorkommen die Eisenverhüttung und die Eisenverarbeitung von Bedeutung. Mitte des 18. Jahrhunderts ging das Eisengewerbe ein und wurde von der Lederherstellung in Walkmühlen und Lohmühlen abgelöst. 1822/32 kam eine Schwarzmühle zur Farbenherstellung dazu. Damit setzte auch in Vockenhausen die Industrialisierung ein. Ab 1885 begannen erste Betriebe mit der Möbelfabrikation.
Zu Vockenhausen gehört seit 1816 der Hof Häusel, der vordem eine eigene Hofgemarkung bildete. Die Herren von Eppstein erwarben ihn im 13. Jahrhundert und verkauften ihn 1492 an die Landgrafschaft Hessen. Hier befand sich das Landgericht Häusel. Zu dessen Amtsbezirk gehörten nach dem Weistum von 1491 neben dem Hof Häusel noch Eppstein, Bremthal, Niederjosbach, Oberjosbach, Schloßborn, Kröftel, Ehlhalten, Ruppertshain, Vockenhausen, Eppenhain, Fischbach, Retters, Hornau, Kelkheim, Gimbacher Hof, Oberliederbach, Unterliederbach, Hof Hausen vor der Sonne und Lorsbach. Seit 1688 wurde die Gerichtsbarkeit nicht mehr ausgeübt. Aufgehoben wurde das Gericht 1720.
Nach der Reformation wurde wie in der ganzen Herrschaft Eppstein die evangelische Konfession eingeführt. Mit Beginn der kurmainzischen Herrschaft wurde der Ort ab 1604 wieder katholisch. Nur Hof Häusel, der zur Landgrafschaft Hessen-Darmstadt gehörte, blieb evangelisch.
Geografisch ist der Ort durch die Hauptstraße geprägt. An ihr entlang entwickelte sich die Ortschaft als Straßendorf. Erst in der zweiten Hälfte des 20. Jahrhunderts begann eine ausgeprägte Bebauung an den beiden Hängen entlang der Hauptstraße.
Zum 1. Januar 1977 ging die Gemeinde Vockenhausen im Zuge der Gebietsreform in Hessen kraft Landesgesetz in der Stadt Eppstein auf. Für Vockenhausen wurde, wie für alle nach Eppstein eingegliederten ehemaligen Gemeinden, ein Ortsbezirk errichtet.

### Verwaltungsgeschichte im Überblick
Die folgende Liste zeigt die Staaten und Verwaltungseinheiten, denen Vockenhausen angehört(e):
- vor 1507:  Heiliges Römisches Reich, Herrschaft Eppstein-Münzenberg, Kellerei Eppstein
- ab 1507: Heiliges Römisches Reich, Herrschaft Eppstein-Königstein, Oberamt Königstein
- ab 1581: Heiliges Römisches Reich,  Kurfürstentum Mainz, Oberamt Höchst und Königstein, Amtsvogtei Königstein
- ab 1803: Heiliges Römisches Reich, Fürstentum Nassau-Usingen,[Anm. 2] Amt Königstein
- ab 1806: Herzogtum Nassau,[Anm. 3] Amt Idstein[Anm. 4]
- ab 1849: Herzogtum Nassau, Kreisamt Idstein
- ab 1854: Herzogtum Nassau, Amt Königstein
- ab 1867: Königreich Preußen,[Anm. 5] Provinz Hessen-Nassau, Regierungsbezirk Wiesbaden, Untertaunuskreis[Anm. 6]
- ab 1871: Deutsches Reich, Königreich Preußen, Provinz Hessen-Nassau, Regierungsbezirk Wiesbaden, Untertaunuskreis
- ab 1886: Deutsches Reich, Königreich Preußen, Provinz Hessen-Nassau, Regierungsbezirk Wiesbaden, Untertaunuskreis
- ab 1918: Deutsches Reich (Weimarer Republik), Freistaat Preußen, Provinz Hessen-Nassau, Regierungsbezirk Wiesbaden, Untertaunuskreis
- ab 1928: Deutsches Reich, Freistaat Preußen, Provinz Hessen-Nassau, Regierungsbezirk Wiesbaden, Main-Taunus-Kreis
- ab 1944: Deutsches Reich, Freistaat Preußen, Provinz Nassau, Main-Taunus-Kreis
- ab 1945: Amerikanische Besatzungszone,[Anm. 7] Groß-Hessen, Regierungsbezirk Wiesbaden, Main-Taunus-Kreis
- ab 1946: Amerikanische Besatzungszone, Hessen, Regierungsbezirk Wiesbaden, Main-Taunus-Kreis
- ab 1949: Bundesrepublik Deutschland, Hessen, Main-Taunus-Kreis
- ab 1968: Bundesrepublik Deutschland, Hessen, Regierungsbezirk Darmstadt, Main-Taunus-Kreis
- ab 1972: Bundesrepublik Deutschland, Hessen, Regierungsbezirk Darmstadt, Main-Taunus-Kreis, Gemeinde Bremthal
- ab 1977: Bundesrepublik Deutschland, Hessen, Regierungsbezirk Darmstadt, Main-Taunus-Kreis. Stadt Eppstein

## Bevölkerung

### Einwohnerstruktur 2011
Nach den Erhebungen des Zensus 2011 lebten am Stichtag dem 9. Mai 2011 in Vockenhausen 3591 Einwohner. Darunter waren 357 (9,9 %) Ausländer. Nach dem Lebensalter waren 654 Einwohner unter 18 Jahren, 1464 zwischen 18 und 49, 723 zwischen 50 und 64 und 750 Einwohner waren älter. Die Einwohner lebten in 1569 Haushalten. Davon waren 459 Singlehaushalte, 507 Paare ohne Kinder und 474 Paare mit Kindern, sowie 111 Alleinerziehende und 18 Wohngemeinschaften. In 363 Haushalten lebten ausschließlich Senioren und in 1047 Haushaltungen lebten keine Senioren.

### Einwohnerentwicklung
| Quelle: Historisches Ortslexikon |                                |
| • 1539:                          | 4 Häuser                       |
| • 1581:                          | 6 Herdstellen                  |
| • 1586:                          | 6 Herdstellen                  |
| • 1592:                          | 9 Häuser                       |
| • 1612:                          | 7 Häuser                       |
| • 1648:                          | 4 Häuser                       |
| • 1668:                          | 8 Häuser mit 33 Einwohner      |
| • 1784:                          | 36 Haushalte mit 158 Einwohner |

| Vockenhausen: Einwohnerzahlen von 1700 bis 2022 | Vockenhausen: Einwohnerzahlen von 1700 bis 2022 | Vockenhausen: Einwohnerzahlen von 1700 bis 2022 | Vockenhausen: Einwohnerzahlen von 1700 bis 2022 | Vockenhausen: Einwohnerzahlen von 1700 bis 2022 |
| --- | ----------------------------------------------- | ----------------------------------------------- | ----------------------------------------------- | ----------------------------------------------- |
| Jahr |                                                 |                                                 |                                                 | Einwohner                                       |
| 1700 | 1700                                            |                                                 | 42                                              | 42                                              |
| 1725 | 1725                                            |                                                 | 65                                              | 65                                              |
| 1750 | 1750                                            |                                                 | 109                                             | 109                                             |
| 1784 | 1784                                            |                                                 | 158                                             | 158                                             |
| 1817 | 1817                                            |                                                 | 254                                             | 254                                             |
| 1834 | 1834                                            |                                                 | 373                                             | 373                                             |
| 1840 | 1840                                            |                                                 | 324                                             | 324                                             |
| 1846 | 1846                                            |                                                 | 361                                             | 361                                             |
| 1852 | 1852                                            |                                                 | 437                                             | 437                                             |
| 1858 | 1858                                            |                                                 | 444                                             | 444                                             |
| 1864 | 1864                                            |                                                 | 483                                             | 483                                             |
| 1871 | 1871                                            |                                                 | 464                                             | 464                                             |
| 1875 | 1875                                            |                                                 | 536                                             | 536                                             |
| 1885 | 1885                                            |                                                 | 490                                             | 490                                             |
| 1895 | 1895                                            |                                                 | 519                                             | 519                                             |
| 1905 | 1905                                            |                                                 | 391                                             | 391                                             |
| 1910 | 1910                                            |                                                 | 788                                             | 788                                             |
| 1925 | 1925                                            |                                                 | 878                                             | 878                                             |
| 1939 | 1939                                            |                                                 | 1.022                                           | 1.022                                           |
| 1946 | 1946                                            |                                                 | 1.450                                           | 1.450                                           |
| 1950 | 1950                                            |                                                 | 1.473                                           | 1.473                                           |
| 1956 | 1956                                            |                                                 | 1.466                                           | 1.466                                           |
| 1961 | 1961                                            |                                                 | 1.544                                           | 1.544                                           |
| 1967 | 1967                                            |                                                 | 1.657                                           | 1.657                                           |
| 1970 | 1970                                            |                                                 | 1.750                                           | 1.750                                           |
| 1980 | 1980                                            |                                                 | ?                                               | ?                                               |
| 1987 | 1987                                            |                                                 | 3.273                                           | 3.273                                           |
| 1992 | 1992                                            |                                                 | 3.706                                           | 3.706                                           |
| 2000 | 2000                                            |                                                 | ?                                               | ?                                               |
| 2011 | 2011                                            |                                                 | 3.591                                           | 3.591                                           |
| 2016 | 2016                                            |                                                 | 3.700                                           | 3.700                                           |
| 2022 | 2022                                            |                                                 | 3.766                                           | 3.766                                           |
| Datenquelle: Historisches Gemeindeverzeichnis für Hessen: Die Bevölkerung der Gemeinden 1834 bis 1967. Wiesbaden: Hessisches Statistisches Landesamt, 1968. Weitere Quellen: LAGIS; Gemeinde Eppstein; Zensus 2011 |                                                 |                                                 |                                                 |                                                 |

## Religion
Die katholische Kirchengemeinde St. Jakobus gehört zum Pastoralen Raum Eppstein. Die evangelischen Christen finden die Talkirche als nächstgelegene Gottesdienststätte in der Kernstadt Eppstein.
Historische Religionszugehörigkeit
| • 1885: | 030 evangelische (= 6,12 %), 460 katholische (= 93,88 %) Einwohner  |
| • 1961: | 673 evangelische (= 43,59 %), 807 katholische (= 52,27 %) Einwohner |

## Politik
Für Vockenhausen besteht ein Ortsbezirk (Gemarkung der ehemaligen Gemeinde Vockenhausen) mit Ortsbeirat und Ortsvorsteher nach der Hessischen Gemeindeordnung.
Der Ortsbeirat besteht aus neun Mitgliedern. Bei den Kommunalwahlen in Hessen 2021 betrug die Wahlbeteiligung zum Ortsbeirat 61,05 %. Dabei wurden gewählt: vier Mitglieder der CDU, je ein Mitglied der SPD, des Bündnis 90/Die Grünen und der FDP, sowie zwei Mitglieder „Freien Wählergemeinschaft Eppstein“ (FWG). Der Ortsbeirat wählte Henning Quitzau (CDU) zum Ortsvorsteher.

## Kultur und Sehenswürdigkeiten

### Vockenhäuser Schmelz

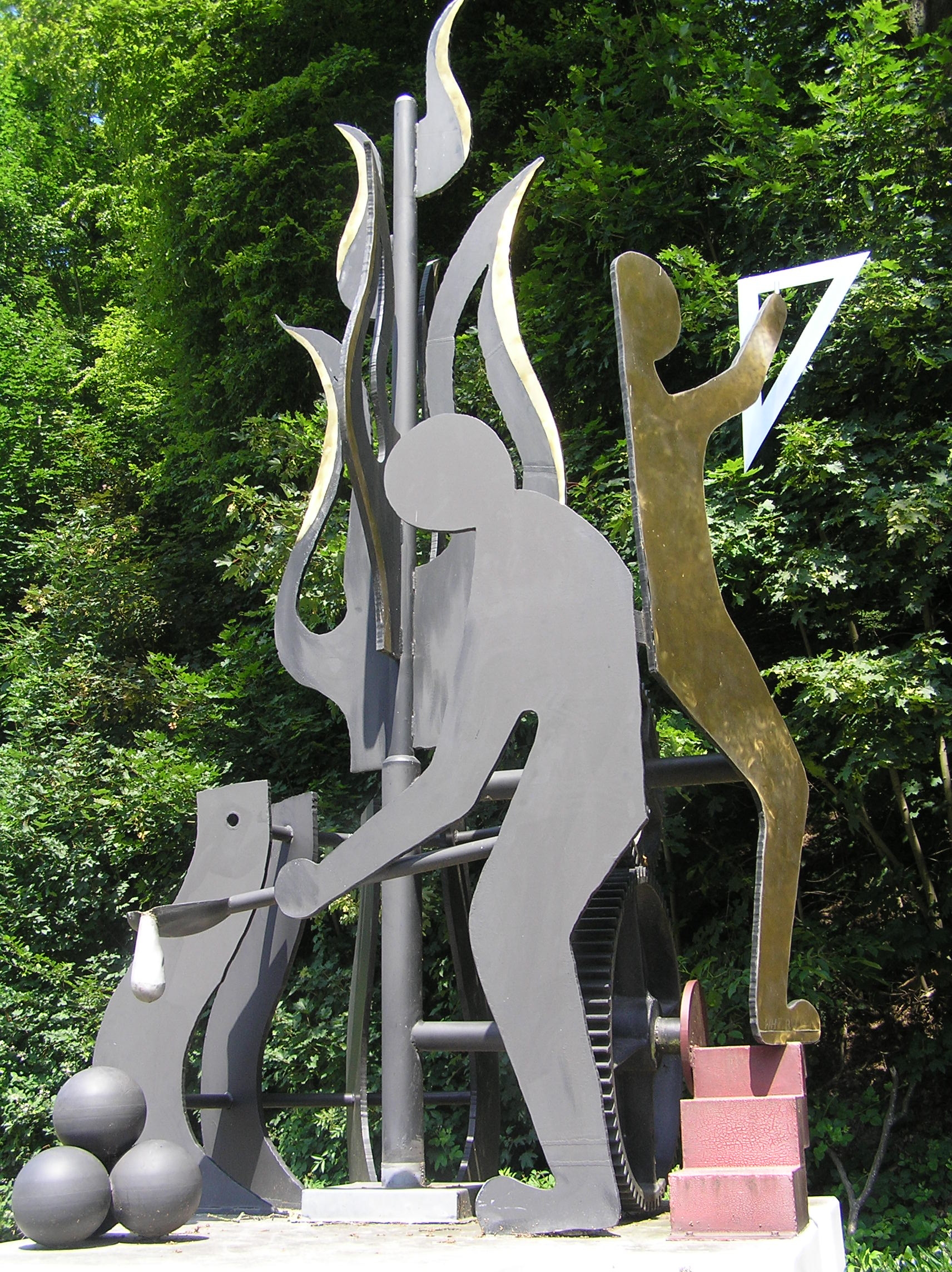
Skulptur Vockenhäuser Schmelz

Unterhalb des Ortes, Richtung Eppstein befand sich die Vockenhäuser Schmelz. Etwa 1581 errichteten an dieser Stelle der Eisengießer Wilhelm Wilken und der Ofengießer Heinrich Caspar aus Lüttich den ersten Hochofen im Taunus. Das Erz wurde in Bremthal gewonnen, die Holzkohle in den Wäldern des Taunus erzeugt und der nahe Bach trieb ein nahegelegenes Hammerwerk an, mit dem das Gusseisen zu Stabeisen ausgeschmiedet wurde.
Die Schmelz war Kernpunkt eines vorindustriellen Gewerbezentrums. Vom 16. bis 18. Jahrhundert befand sich oberhalb eine Pulvermühle. In der Schmelz selbst wurden Gefäße, Brunnenrohre, Ofenplatten, Kugeln und Bomben, daneben aber auch kunsthandwerkliche Produkte wie Treppengitter hergestellt. So befinden sich noch heute in Schloss Weißenstein Zierurnen und Dachbaluster aus der Produktion von 1718 bis 1720.
1721 musste die Schmelz wegen fehlender Rentabilität schließen. In den folgenden Jahrhunderten nutzten Betriebe der unterschiedlichsten Art das Gelände: Gaststätte, Lederwalk- und Getreidemühle, Wollfabrik, Stanniolkapselfabrik, Farbenwerk und von 1939 bis 1945 Waffenfabrik.
1956 erwarb der Künstler Robert Michel (1897–1983) das Anwesen, in dem er seit 1920 lebte und nutzte es als „Heimatmuseum of Modern Art“. Robert Michel und seine Frau Ella Bergmann-Michel (1895–1971) machten die Schmelz in der Weimarer Republik zu einem Treffpunkt avantgardistischer Künstler.
1999 wurde die Skulptur nach einem Entwurf von Walter Hertel aufgestellt. Auftraggeber war der Verschönerungsverein Eppstein e. V., der mit der Skulptur an die Geschichte dieses Ortes erinnern will.

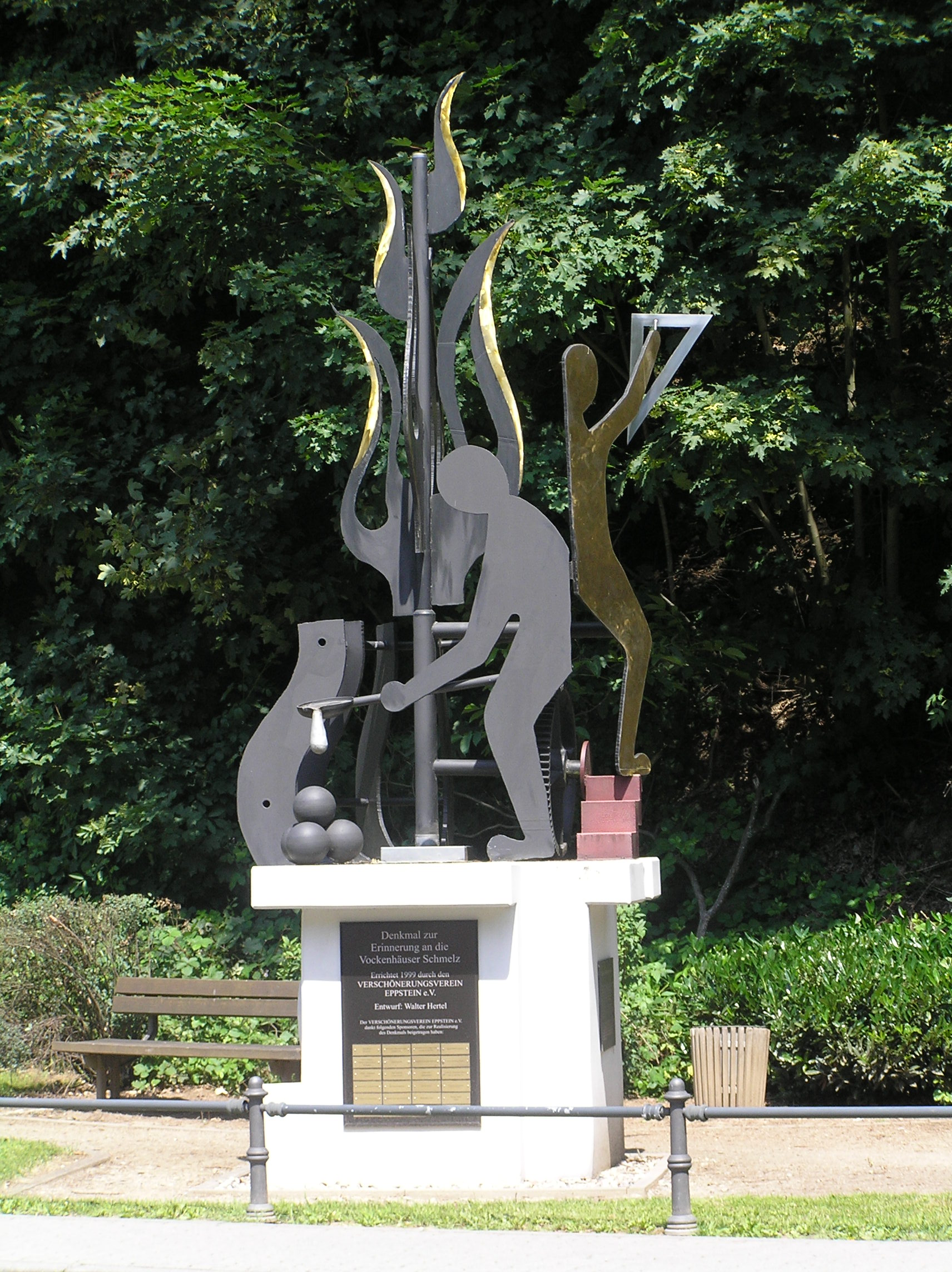
Skulptur Vockenhäuser Schmelz
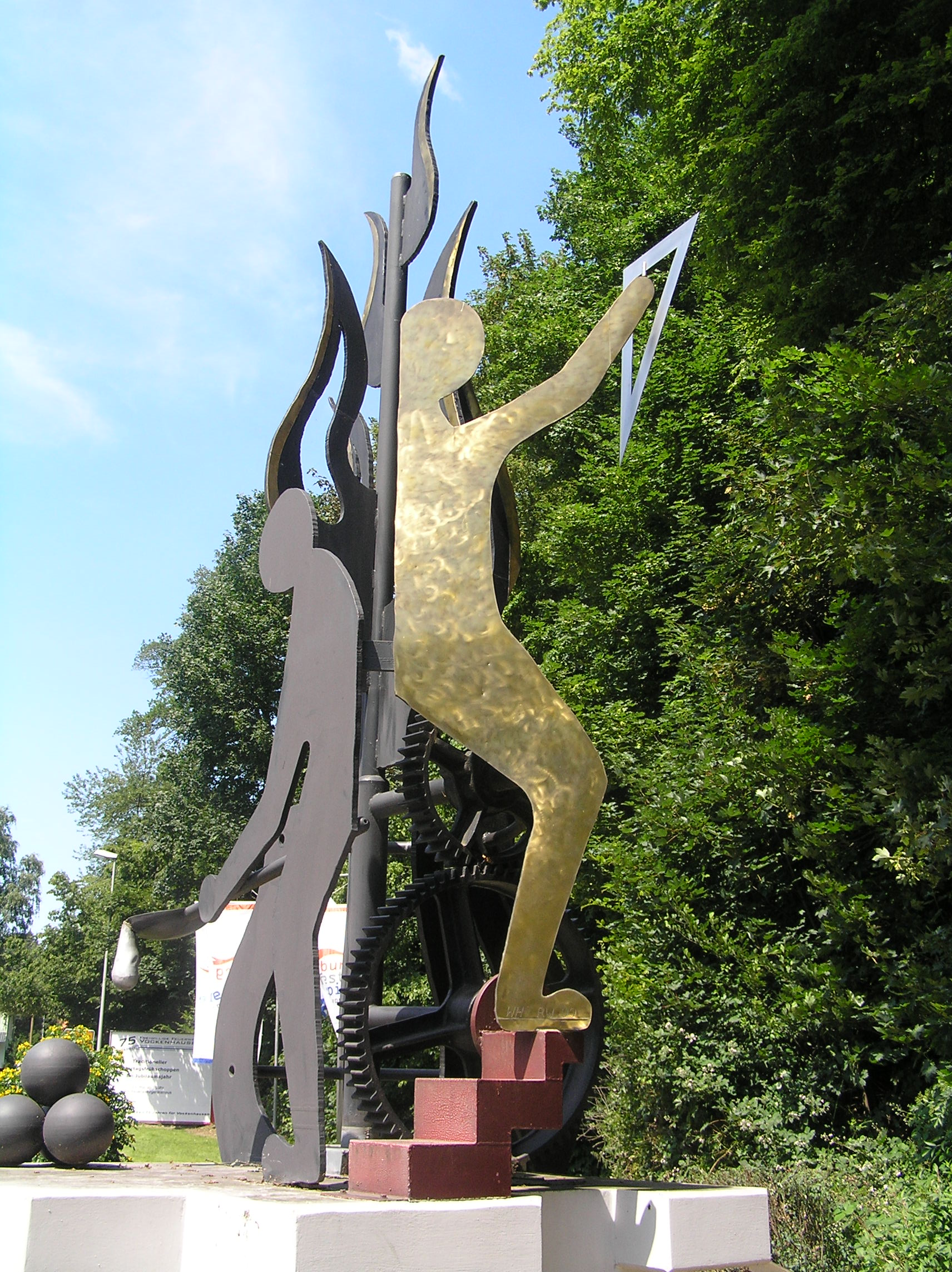
Skulptur Vockenhäuser Schmelz
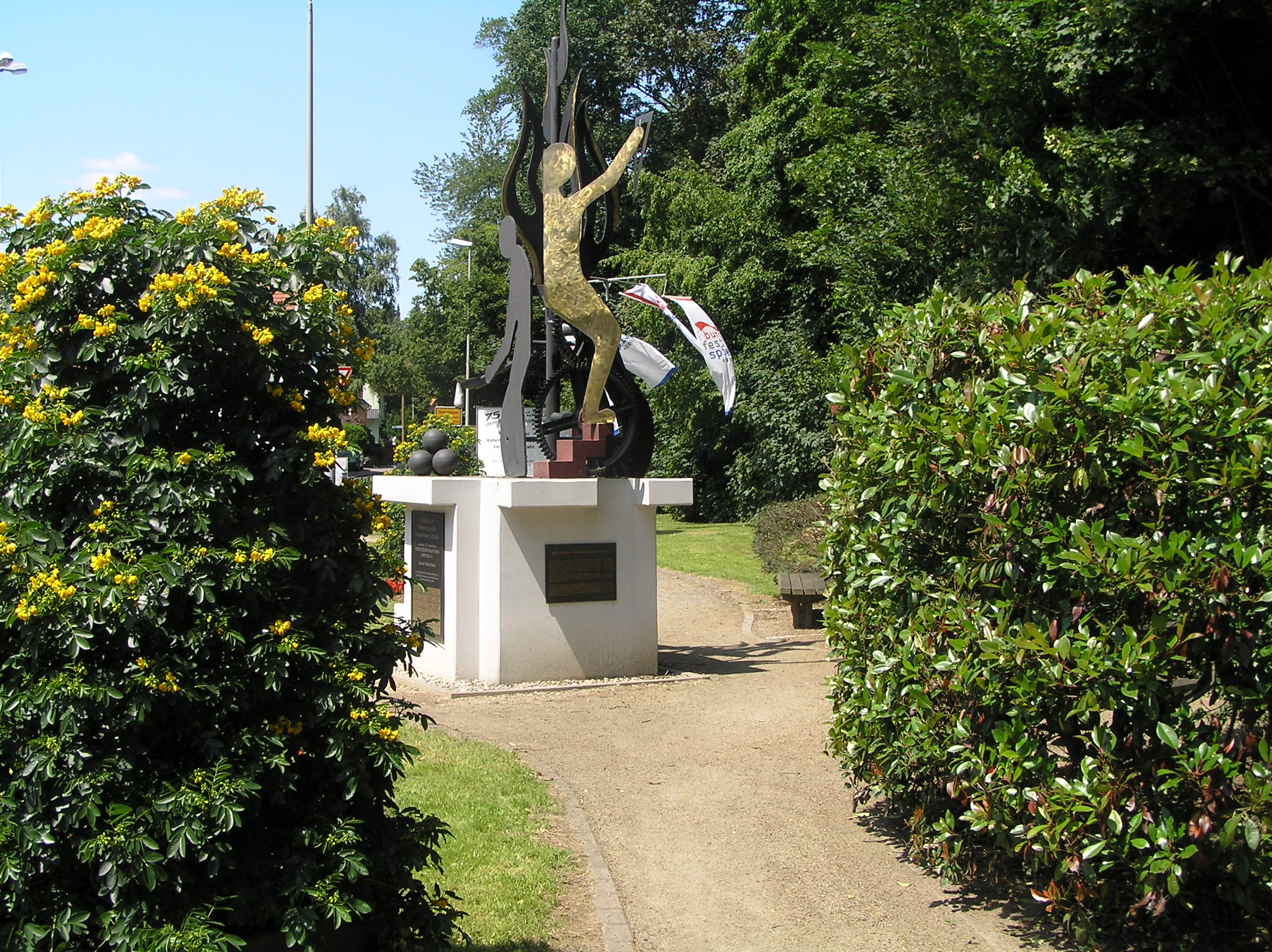
Skulptur Vockenhäuser Schmelz

### Vereine
In Vockenhausen gibt es zahlreiche Vereine, zu nennen sind u. a.:
- Turn- und Sportverein Vockenhausen 1885 e. V.[17]
- Sportfreunde 1982 Vockenhausen[18]
- Gesangverein „Sängerbund 1851“ Vockenhausen e. V.[19]
- Freiwillige Feuerwehr Vockenhausen.[20]

## Wirtschaft und Infrastruktur

### Verkehr
Die Landesstraße L 3011 führt im Tal des Dattenbachs von Heftrich im Norden über Ehlhalten nach Vockenhausen, wo sie am südlichen Ortsende in die Bundesstraße 455 einmündet. Etwa 100 Meter nach der Einmündung beginnt die Kernstadt Eppstein und hier liegt auch an der Strecke der Main-Lahn-Bahn der Bahnhof Eppstein mit einer S-Bahn-Haltestelle der Linie S2. Mit der S-Bahn erreicht man innerhalb von etwa einer halben Stunde den Frankfurter Hauptbahnhof.

### Wirtschaftsstruktur
Die im Laufe des 19. und 20. Jahrhunderts entstandene und durch Lederfabriken und Schreinereien geprägte Industrie entwickelte sich bis Ende der 1970er Jahre zurück und machte Platz für Wohnbebauung, Supermärkte und Dienstleistungsbetriebe.

### Bildung
Vockenhausen ist Standort der öffentlichen Freiherr-vom-Stein-Schule (Gesamtschule), und der Burg-Schule (Grundschule). Die Sparkassen betrieben von Anfang der 1980er bis Ende 2021 eine Sparkassenakademie Hessen-Thüringen auf dem Bienroth, das Gebäude wird seit März 2022 nach dem russischen Überfall auf die Ukraine durch den Main-Taunus-Kreis für ukrainische Flüchtling genutzt.

## Persönlichkeiten

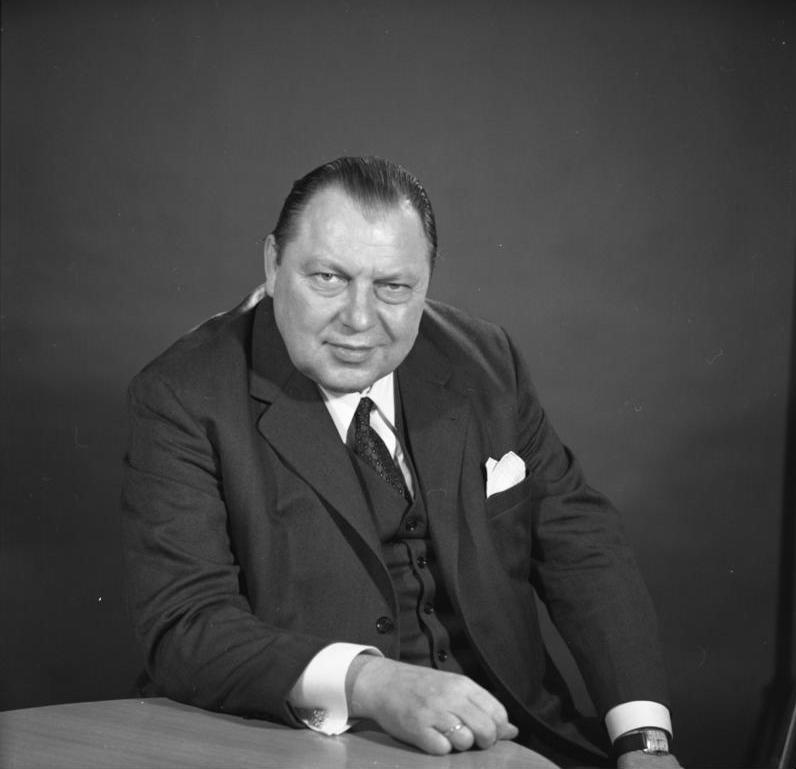
Schmitt-Vockenhausen, 1969

- Johann Adam Freiherr von Ickstatt (1702–1776), Direktor der Universität Ingolstadt, Gründer des bayerischen Realschulwesens, geboren in Vockenhausen.
- Hermann Schmitt-Vockenhausen (1923–1979), deutscher Politiker (SPD), MdB, Bundestagsvizepräsident, geboren in Vockenhausen.
- Andreas Paulus (* 1968), Völkerrechtler und Richter des Bundesverfassungsgerichts, wuchs in Vockenhausen auf.
- Mathias Münch (* 1970), Fernseh- und Hörfunkjournalist beim Hessischen Rundfunk, wuchs in Vockenhausen auf.